# اوردوما (شهرستان لنسکی، استان آرخانگلسک)
اوردوما (انگلیسی: Urdoma, Lensky District, Arkhangelsk Oblast) یک شهرک در بخش لنسکی استان آرخانگلسک کشور روسیه است.